# Anglo-indianos
Anglo-indianos são todas as pessoas de ascendência britânica e indiana.
Os anglo-indianos formam uma pequena parte da comunidade minoritária da Índia. A maioria reside no Reino Unido ou na Índia.
Neste último, habitam maioritariamente as grandes metrópoles como Mumbai, Kanpur, Calecut, Lucknow, Chennai, Bangalore ou Deli. Antes da independência, a maioria trabalhava para as empresas ferroviárias indianas. No entanto, na Índia o número de anglo-indianos diminuiu consideravelmente, ao passo que muitos migraram para os EUA ou países do Commonwealth, principalmente para o Reino Unido e Austrália.
A comunidade anglo-indiana é a única que tem os seus proprios representantes fixos (2 membros nomeados) no Parlamento da Índia, o Lok Sabha. Isto deve-se ao facto de a comunidade não ter um estado nativo próprio.
Fisicamente, os anglo-indianos caracterizam-se pela sua pele relativamente clara e apelidos britânicos.

## Anglo-indianos notáveis
- Allan Sealy, novelista, vencedor do Commonwealth Best Book Award e nomeado para o Man Booker Prize.
- Indra Sinha, escritor e tradutor, nomeado para o Man Booker Prize 2007.
- Merle Oberon, actriz em Hollywood.